# Проблема часу
Проблема часу — концептуальний конфлікт між квантовою механікою та загальною теорією відносності в теоретичній фізиці. Квантова механіка вважає потік часу універсальним і абсолютним, тоді як загальна теорія відносності вважає потік часу мінливим та відносним. Ця проблема піднімає питання, що таке час в фізичному сенсі і чи є він насправді реальним, окремим явищем. Це також включає відповідне питання про те, чому час, видається, тече в одному напрямку, навіть якщо жодні відомі фізичні закони на мікроскопічному рівні, здається, не вимагають єдиного напрямку.

## Час у квантовій механіці
У класичній механіці часу присвоюється особливий статус у тому сенсі, що він розглядається як класичний фоновий параметр, зовнішній по відношенню до самої системи. Ця особлива роль спостерігається в стандартній  Копенгагенській інтерпретації квантової механіки: всі вимірювання спостережуваних величин проводяться в певні моменти часу, і ймовірності надаються лише таким вимірюванням. Більш того,  гільбертів простір, що використовується в квантовій теорії, спирається на повний набір спостережуваних величин, які комутують у певний момент часу:759.

## Час в загальній теорії відносності
У загальній теорії відносності час більше не є унікальним фоновим параметром, а загальною координатою. Рівняння поля загальної теорії відносності не параметризовані часом, а формулюються в термінах простору-часу. Багато питань, пов'язаних з проблемою часу, існують в рамках загальної теорії відносності. На космічних масштабах загальна теорія відносності описує замкнений Всесвіт без зовнішнього часу. Ці дві дуже різні ролі часу несумісні.

## Вплив на квантову гравітацію
Квантова гравітація описує теорії, які намагаються примирити або об'єднати квантову механіку та загальну теорію відносності, поточну теорію гравітації. Проблема часу є центральною в цих теоретичних спробах. Залишається незрозумілим, як час пов'язаний із квантовою ймовірністю, чи є він фундаментальним або наслідком процесів, а також чи є час лише наближеним поняттям, серед інших питань. Різні теорії намагаються дати різні відповіді на ці запитання, але чіткого рішення не знайдено.

## Проблема замороженого формалізму
Найбільш обговорюваним аспектом проблеми часу є проблема замороженого формалізму. Нерелятивістське рівняння квантової механіки включає еволюцію часу:
{\displaystyle i\hbar {\frac {\partial }{\partial t}}\psi (t)=H\psi (t),}
де {\displaystyle H} є оператором енергії, що характеризує систему, а хвильова функція {\displaystyle \psi (t)} у просторі змінюється з часом, t.
У загальній теорії відносності оператор енергії стає обмеженням у рівнянні Вілера–ДеВітта:
{\displaystyle {\hat {H}}(x)|\psi \rangle =0,}
де оператор змінюється в просторі, але хвильова функція в цьому виразі, яка називається хвильовою функцією Всесвіту, є сталою. Отже, ця космічна універсальна хвильова функція заморожена і не розвивається. Якимось чином на менших масштабах у Всесвіті діють закони фізики, включаючи поняття часу, тоді як космічний масштаб є статичним:762.

## Пропоновані варіанти вирішення проблеми часу
Робота, розпочата Доном Пейджем і Вільямом Вуттерсом, припускає, що спостерігачам у Всесвіті здається, що він еволюціонує через заплутаність енергії між системою, що еволюціонує, і системою годинника, обидві з яких знаходяться у межах Всесвіту. Таким чином, загальна система може залишатися позачасовою, тоді як її частини зазнають плину часу через заплутування. Це питання залишається відкритим, тісно пов'язаним із спробами побудови теорій квантової гравітації.
Іншими словами, час — це явище заплутування, яке поміщає всі однакові показання годинника (правильно підготовлених годинників або будь-яких об'єктів, які можна використовувати як годинники) в одну історію. У 2013 році в Національному інституті метрологічних досліджень у Турині, Італія, Катерина Морева разом з Джорджо Бріда, Марко Граменья, Вітторіо Джованетті, Лоренцо Макконе та Марко Дженовезе провели першу експериментальну перевірку ідей Пейджа та Вуттерса. Вони підтвердили для фотонів, що час є явищем, що виникає для внутрішніх спостерігачів квантової системи, але відсутній для зовнішніх спостерігачів, що узгоджується з передбаченнями рівняння Вілера–ДеВітта.
Підхід узгоджених дискретизацій, розроблений Хорхе Пулліном і Родольфо Гамбіні, не має обмежень. Це методи ґраткової апроксимації для квантової гравітації. У канонічному підході, якщо дискретизувати обмеження та рівняння руху, отримані дискретні рівняння виявляються неузгодженими: їх неможливо розв'язати одночасно. Для вирішення цієї проблеми використовується метод, заснований на дискретизації дії теорії та роботі з дискретними рівняннями руху. Вони автоматично гарантують узгодженість. Більшість складних концептуальних питань квантової гравітації пов'язані з наявністю обмежень у теорії. Узгоджені дискретизовані теорії вільні від цих концептуальних проблем і можуть бути прямо квантовані, забезпечуючи вирішення проблеми часу. Насправді тут є кілька нюансів. Хоча цей підхід не містить обмежень і має «загальну еволюцію», остання відбувається лише у термінах дискретного параметра, який фізично недоступний. Для виходу із цієї ситуації розглядається підхід, подібний до підходу Пейджа–Вуттерса. Ідея полягає в тому, щоб вибрати одну з фізичних змінних, яка буде годинником, і поставити реляційні питання. Ці ідеї, де годинник також є квантово-механічним, фактично призвели до нової інтерпретації квантової механіки — інтерпретації Монтевідео. Ця нова інтерпретація вирішує проблеми використання декогеренції навколишнього середовища як рішення проблеми вимірювання в квантовій механіці, посилаючись на фундаментальні обмеження, пов'язані з квантово-механічною природою годинників у процесі вимірювання. Ці обмеження є цілком природними в контексті загалом коваріантних теорій, таких як квантова гравітація, де годинник слід розглядати як один із ступенів свободи самої системи. Вони також висунули цю фундаментальну декогеренцію як спосіб вирішення інформаційного парадоксу чорної діри. За певних обставин використовується матеріальне поле для депараметризації теорії та введення фізичного гамільтоніана. Це породжує еволюцію фізичного часу, а не обмеження.
Обмеження квантування редукованого фазового простору спочатку розв'язуються, а потім квантуються. Цей підхід деякий час вважався неможливим, оскільки, здавалося, він вимагав спочатку знайти загальний розв'язок рівнянь Ейнштейна. Проте, завдяки використанню ідей, залучених у схемі апроксимації Діттріха (побудованій на основі ідей Карло Ровеллі) було знайдено спосіб явного впровадження, принаймні в принципі, квантування редукованого фазового простору.
Авшалом Еліцур та Шахар Долев стверджують, що квантово-механічні експерименти, такі як «квантовий брехун», надають докази наявності непослідовних історій, і що сам простір-час може зазнавати змін, які впливають на цілі історії. Еліцур і Долев також вважають, що об'єктивний плин часу і теорію відносності можна узгодити і що це вирішить багато проблем із блоковим Всесвітом і конфліктом між теорією відносності та квантовою механікою.
Одним із розв'язків проблеми часу, запропонованих Лі Смоліном полягає в тому, що існує «тривале теперішнє» (англ. thick present) подій, у якому дві події в теперішньому можуть бути причинно пов’язані одна з одною. Це контрастує з поглядом на час у моделі «блокового всесвіту», де весь час існує вічно. Марина Кортес і Лі Смолін стверджують, що певні класи дискретних динамічних систем демонструють асиметрію та незворотність часу, що узгоджується з об’єктивним плином часу.

## Час Вейля в масштабно-інваріантній квантовій гравітації
Мотивовані неоднозначністю Іммірзі в петльовий квантовій гравітації та майже конформною інваріантністю стандартної моделі елементарних частинок, Чарльз Ван та його співавтори висунули припущення, що проблема часу може бути пов'язана з фундаментальною інваріантністю щодо масштабу системи гравітація–матерія. Інваріантність щодо масштабу також була запропонована як розв'язок проблеми ієрархії фундаментальних зв'язків. Як глобальна неперервна симетрія, інваріантність щодо масштабу генерує збережений струм Вейля згідно з теоремою Нетер. У космологічних моделях, інваріантних щодо масштабу, цей струм Вейля природним чином породжує гармонічний час. У контексті петльової квантової гравітації Чарльз Ван та його співавтори припускають, що інваріантність щодо масштабу може мати як наслідок існування квантованого часу.

## Гіпотеза теплового часу
Гіпотеза теплового часу є одним із можливих розв'язків проблеми часу в класичній та квантовій теорії, запропонованим Карло Ровеллі та Аленом Конном. Фізичний потік часу моделюється як фундаментальна властивість теорії, макроскопічна характеристика термодинамічного походження.

## Подальше читання
- Порядок часу[en], Карло Ровеллі
- Час відроджений[en], Лі Смоліном[en]
- Сингулярний Всесвіт і реальність часу, Лі Смоліном[en] та Роберто Мангабейра Унгер